# Епанчины
Епанчины — древний русский дворянский род, из московских бояр.
Одного происхождения с Беззубцевыми, Романовыми, Шереметевыми, Колычевыми и др.
Определением Правительствующего Сената род внесён (1869) в VI часть родословных книг Тульской и Новгородской губерний Российской империи, копия с герба выдана адмиралу Николаю Петровичу Епанчину.

## Происхождение и история рода
Родоначальник их, Семён Константинович Епанча (V колено), праправнук боярина Андрея Ивановича Кобылы, жил во второй половине XV века. Его сын Семён Семёнович Епанчин воевода и окольничий. 
Алексей Иванович Епанчин упоминается в Колыванском походе (1551). Опричник Ивана Грозного — Фёдор Епанчин (1573). Улан Уланович владел поместьями в Московском и Коломенском уездах (в 1570-х). Иван Епанчин отличился при отражении поляков от Волоколамска (1618).  Белёвец Нечай Кузьмич владел поместьем в Рязанском уезде (1628). Погибли в сражениях: Василий Фёдорович (V колено) убит в сражении с татарами под селом Лысковым , Иван Иванович под Дубровной (1655), Роман Иванович под Конотопом (1659), Аггей Иванович под Толочином.
Три представителя рода владели населёнными имениями (1699).

## Описание герба
В червленом щите с золотою главою изображена золотая корона, под ней золотой дуб, над ним по бокам две золотые пятиконечные звезды. Дуб стоит на скрещении двух золотых ветвей. В золотой главе щита червлёный полумесяц концами вниз, сопровождаемый по сторонам двумя червлёными равноконечными греческими крестами.
Над щитом дворянский шлем с короной. Нашлемник: два адмиральских флага: серебряные, разделённые лазоревым Андреевским крестом, на золотых древках. Намёт: червлёный с золотом. Щитодержатели: два золотых львиных леопарда с червлёными глазами и языками, держат пастью — левый зелёную лавровую ветвь, правый — зелёную пальмовую ветвь. У левого в лапе золотой скипетр, у правого в правой лапе золотая держава. Девиз: «DEUS. FIDES. AMOR. VIRTUS.» золотыми буквами на червлёной ленте. Герб украшен княжеской короной и окружён княжеской мантией с золотыми шнурами и кистями. Герб рода Епанчиных внесён в Часть XIII Общего гербовника дворянских родов Всероссийской империи, с. 23 (РГИА, Фонд № 1411, Опись № 1, ед. хр. № 103, листы: 1—215)

## Известные представители
- Беззубцев, Семён Семёнович Епанчин — голова, воевода и окольничий во времена правления Елены Васильевны Глинской и при малолетнем Иване IV Васильевиче Грозном.
- Епанчин Тит Иванович — тульский городовой дворянин (1627—1629).
- Епанчин Авраам Тихонович — стольник патриарха Филарета (1629).
- Епанчин Иван Иванович — московский дворянин (1692)[5][4].
- Епанчин, Алексей Павлович (1823—1913) — русский адмирал, военный педагог.
- Епанчин, Иван Петрович (1788—1875) — русский адмирал, участник Наваринского сражения, ревельский военный губернатор.
- Епанчин, Николай Петрович (1787—1872) — русский адмирал, участник Наваринского сражения.
- Епанчин, Николай Алексеевич (1857—1941) — русский генерал, военный писатель, участник Первой мировой войны, сын Алексея Павловича.
- Епанчин, Александр Александрович (1948—1998) — муромский краевед.